# FETV
FETV es un canal de televisión abierta panameño de contenido religioso y cultural. Fue lanzado como Panavisión en 1984, para 1988 pasó a ser conocido como Telecinco y a partir del 1 de abril de 1992 como FETV; su sede está ubicada en la Ciudad de Panamá.

## Historia
La idea de contar con un canal educativo surge como una iniciativa de la Iglesia Católica de Panamá, bajo el liderazgo de Monseñor Marcos Gregorio McGrath, quien fundó en 1990, la Fundación para la Educación en la Televisión. 
Ese mismo año, el canal obtuvo la licencia para transmitir por señal abierta en el canal 5 VHF de la Ciudad de Panamá. Al mismo tiempo, adquirió equipos de vídeo por liquidación judicial a los trabajadores de Panavisión del Istmo, Telecinco y COFINA, quienes ya tenían deudas con sus dueños anteriores. 
El 1 de abril de 1992, FETV inició transmisiones para la Provincia de Panamá. En un principio, emitía 4 horas diarias de lunes a viernes y 4 horas en las mañana de los domingos. 
En 1993, la estación empezó a transmitir en Colón, y en 1995 extendió su cobertura a Chiriquí, Bocas del Toro, Veraguas y Provincias Centrales. 
En 2001, se expandió a la Palma Darién, siendo el único canal de televisión con presencia en esa provincia. Ese mismo año, invirtió US$1,5 millones para potenciar la señal de sus antenas transmisoras al nivel nacional y estrenan las series Las reglas de Angelo {también transmitida por SerTV} y Plankton - la invasion.